# The Platform
Albums de Dilated Peoples
Expansion Team
(2001)
Singles
1. Work the Angles
Sortie : 1998
2. No Retreat
Sortie : 2000
3. The Platform

The Platform est le premier album studio des Dilated Peoples, sorti le 23 mars 2000.
L'album s'est classé à la 30e place du Top R&B/Hip-Hop Albums et à la 74e du Billboard 200.
The Platform est représentatif d'un mouvement d'artistes hip-hop underground désireux de se démarquer de la violence et de la misogynie du gangsta rap et d'avoir une approche plus consciente du rap.

## Liste des titres
| No  | Titre                                                                            | Contient un (des) sample(s) de                                                        | Durée |
| --- | -------------------------------------------------------------------------------- | ------------------------------------------------------------------------------------- | ----- |
| 1.  | So May I Introduce to You (Interlude)                                            | Put Your Hand In the Hand d'Ocean Sgt. Pepper's Lonely Hearts Club Band de Bill Cosby | 0:48  |
| 2.  | The Platform                                                                     | Crane de Dominic Frontiere                                                            | 4:37  |
| 3.  | No Retreat (featuring B-Real)                                                    | Flower Pot de Loadstone                                                               | 5:21  |
| 4.  | Guaranteed                                                                       | Impeach the President des Honeydrippers I Can't Please You de The Loading Zone        | 3:52  |
| 5.  | Right On (featuring Tha Alkaholiks)                                              | Memoirs of the Traveler des Jaggerz                                                   | 4:56  |
| 6.  | The Main Event                                                                   |                                                                                       | 2:34  |
| 7.  | Service                                                                          | Soul Lady de Don Sebesky At the Fair des Counts                                       | 3:16  |
| 8.  | Ear Drums Pop                                                                    | La Ballata Di Hank McCain (The Ballad of Hank McCain) d'Ennio Morricone               | 4:08  |
| 9.  | Years In the Making                                                              |                                                                                       | 3:11  |
| 10. | Annihilation                                                                     |                                                                                       | 3:58  |
| 11. | Expanding Man                                                                    | Busy Aggregation de Johnny Pearson D Original de Jeru the Damaja                      | 2:52  |
| 12. | The Last Line of Defense                                                         | Is Anyone There? de Hookfoot                                                          | 4:42  |
| 13. | Triple Optics                                                                    | Funky to the Bone de Freddi/Henchi and the Soulsetters Light My Life de Tammi Lynn    | 4:14  |
| 14. | The Shape of Things to Come (featuring Aceyalone)                                |                                                                                       | 5:04  |
| 15. | Work the Angles                                                                  | The Big Boss de Peter Thomas et Wang Fu Ling Resolution du Mahavishnu Orchestra       | 4:01  |
| 16. | Ear Drums Pop (Remix) (featuring Defari, Phil Da Agony, Everlast et Planet Asia) |                                                                                       | 5:05  |